# بيرسي أ. أيسن
بيرسي أ. أيسن (بالإنجليزية: Percy A. Eisen)‏ هو مهندس معماري أمريكي، ولد في 1885 في لوس أنجلوس في الولايات المتحدة، وتوفي في 1946 في مقاطعة لوس أنجلوس في الولايات المتحدة.